# Publius Cornelius Scipio Nasica Serapio
Publius Cornelius Scipio Nasica Serapio (* um 183 v. Chr.; † 132 v. Chr. in Pergamon) war ein römischer Senator des 2. Jahrhunderts v. Chr.
Der Sohn des zweimaligen Konsuls Publius Cornelius Scipio Nasica Corculum war seit 141 v. Chr. Pontifex Maximus; im Jahr 138 v. Chr. war er selbst Konsul. Als Führer der Optimaten hatte er 133 v. Chr. bedeutenden Anteil am Mord an seinem Verwandten Tiberius Gracchus. Um ihn vor der Rache der Popularen zu bewahren, wurde er vom Senat auf eine vorgeschobene Mission nach Asia gesandt. Er starb kurze Zeit später in Pergamon. Der Beiname Serapio wurde ihm vom Tribun Gaius Curatius wegen seiner Ähnlichkeit mit einem gewissen Serapio gegeben, einem Händler von Opfergaben.
Sein Sohn war Publius Cornelius Scipio Nasica Serapio (Konsul 111 v. Chr.).